# Centao
Centao ist eine österreichische Rockband aus Eggendorf.

## Geschichte
Centao wurde im Juli 2001 gegründet und besteht nach einigen Umbesetzungen seit Dezember 2007 aus Steve (Gitarre), Josh (Schlagzeug), Irwine (Bass) und Matt (Gesang).
Im März 2002 veröffentlichte die Band ihre erste EP namens Rising. Im Herbst 2002 spielten Centao im Vorprogramm von 4Lyn auf deren Tour durch Österreich.
Die zweite EP Straight Within erschien im April 2003. Der Titelsong ist auch auf dem Sampler Rock Now (Vertrieb: Warner Music Group) zu finden. In Deutschland und Österreich traten sie als Vorgruppe von u. a. Mother’s Finest und Clawfinger sowie bei einem Konzert der Abschiedstournee der Guano Apes.
2006 nahmen Centao ihr Debütalbum auf und koppelten als Single No One Knows aus. Danach spielten sie im Vorprogramm von Die Happy, Stone Sour, Seether, Revolverheld, H-Blockx, Emil Bulls und iO, die aus den Guano Apes hervorgingen.
Im März 2008 wurde in der Wiener Diskothek U4 der Nachfolger Your Poison Is My Paradise präsentiert, und Centao war wieder Vorgruppe von Die Happy. Im November 2008 spielten Centao erfolgreich im Wiener Gasometer als Vorband von Alter Bridge, (Nachfolgeband von Creed). Im Sommer/Herbst 2008 wurde das neue Video zur Albumsingle gedreht. Die Single erschien im Frühjahr 2009.
2009 spielte Centao als erste oberösterreichische Band auf dem Novarock-Festival.
Am 18. September 2010 spielte Centao als Vorband von Guns N’ Roses in der ausverkauften Wiener Stadthalle vor ca. 15.000 Menschen.
2011 veröffentlichte Centao das neue Album The Look - The Wait - The Kill, die erste Single-Auskopplung heißt Nothing, die zeitgleich mit dem Album am 15. April erschienen ist und in den itunes Rock Album Charts eine Top 5 Platzierung geschafft hat. Das Video zur Single feierte am 8. April 2011 auf dem Musiksender gotv Premiere.

## Stil
Centao spielen Rockmusik in der Schnittmenge von Breaking Benjamin und Incubus. Es handelt sich um Nu Metal, der sehr groovelastig und anspruchsvoll gespielt wird. Die Band selbst bezeichnet ihren Stil als Mo Rock.

## Diskografie
- 2002: Rising (EP)
- 2003: Straight Within (EP)
- 2006: No One Knows
- 2006: Mindstrip
- 2008: Your Poison Is My Paradise
- 2011: The Look - The Wait - The Kill